# 早稲田速記医療福祉専門学校
早稲田速記医療福祉専門学校（わせだそっきいりょうふくしせんもんがっこう）は、東京都豊島区高田にある専修学校。学校法人川口学園が運営。
戦前から速記の専門校として知られ、2015年に創立80周年を迎えた。

## 概要
1930年、川口渉が速記の「早稲田式速記法」を発表、1935年、早稲田大学西門前に「早稲田式速記普及会」を設立し、同地の教室および通信教育で速記を教えた。戦後、1950年に早稲田速記学校となり、1991年に 早稲田速記秘書専門学校、1997年より現校名に変更。
古くから速記の専門校として知られるが、近年は医療を中心とした医療系専修学校に様変わりしている。

## 沿革
- 1930年3月 川口渉が早稲田大学速記研究会において｢早稲田式速記法｣を完成し発表、
- 1935年5月 早稲田大学西門前に早稲田式速記普及会を設立し教育を開始。
- 1950年3月 東京都認可各種学校となり、早稲田速記学校と改称。
- 1969年7月 学校法人川口学園設立。早稲田速記学校の設置者となる。
- 1972年4月 医療秘書科開設。
- 1976年10月 学校教育法改正に伴い､専修学校専門課程（専門学校）として認可される。
- 1991年4月 校名を早稲田速記秘書専門学校と改称。
- 1997年4月 校名を早稲田速記医療福祉専門学校と改称。介護福祉科を開設。
- 2002年4月 鍼灸医療科を開設。
- 2006年 診療情報管理専攻科を開設。
- 2009年	速記科を速記コンピュータ科に、病院管理科を医療マネジメント科に学科名変更。医薬・健康美容科を開設。
- 2012年 医薬・健康美容科をくすり・調剤事務科に学科名変更。
- 2015年 社会医療法人河北医療財団看護専門学校（1971年設立）を事業継承し、看護科を開設。
- 2017年	医師事務技術専攻科を開設。
- 2018年	字幕制作・速記者養成科を開設。
- 2019年 鍼灸医療科の学生募集を停止。

## 学科一覧
- 医療秘書科（2年制・昼間）
- 医療事務IT科（2年制・昼間）
- 診療情報管理科（3年制・昼間）
- くすり・調剤事務科（2年制・昼間）
- 介護福祉科（2年制・昼間）
- 看護科（3年制・昼間）- 河北医療財団と連携し、同財団の施設で臨床実習を行っている。

## 最寄駅
- 山手線・東京メトロ東西線・西武新宿線「高田馬場駅」早稲田口から徒歩1分[5]。

## 系列校
- 埼玉女子短期大学

## 著名な卒業生
- 福岡翼（芸能リポーター）
- 黒須あゆ美（女優）